# Austrosaurus
Austrosaurus ist eine Gattung sauropoder Dinosaurier aus der Gruppe der Titanosauria. Fossilien dieser Gattung stammen aus der Unterkreide (Albium) von Queensland, Australien. 
Austrosaurus wurde 1933 von dem britisch-australischen Paläontologen Heber Longman anhand von drei fragmentarischen, stark verwitterten Rückenwirbeln erstmals wissenschaftlich beschrieben; Typusart ist Austrosaurus mckillopi. Damit ist Austrosaurus der als erstes beschriebene und benannte Sauropode aus Australien. Später beschrieben Cooms und Molnar (1981) verschiedene Funde aus der Nähe von Winton vorläufig als weitere Art von Austrosaurus (Austrosaurus sp.) – heutige Forscher bezweifeln jedoch, dass diese Funde tatsächlich zu Austrosaurus gehörten. Hocknull und Kollegen (2009) führen Austrosaurus als Nomen dubium (zweifelhafter Name), da die von Longman beschriebenen Rückenwirbel so schlecht erhalten sind, dass kaum diagnostische Merkmale erkennbar sind.
Der Name Austrosaurus bedeutet so viel wie „südliche Echse“ (Lat. austr – „Süden“, Gr. sauros – „Echse“), was auf den Fundort in Australien, ein Kontinent der südlichen Hemisphäre, hinweisen soll.

## Systematik
Während McIntosh (1990) Austrosaurus als nicht weiter einordbaren Sauropoden führt (Sauropoda incertae sedis), bestätigen Upchurch und Kollegen (2004) eine Position innerhalb der Titanosauria. Diese Forscher geben an, dass Austrosaurus wahrscheinlich außerhalb der Lithostrotia, zu der alle moderneren Titanosauria gehören, zu klassifizieren ist.

## Forschungsgeschichte
Die von Heber Longman beschriebenen drei unvollständigen Rückenwirbel (Holotyp, Exemplarnummer QMF 2316) stammen aus dem Allaru-Mudstone aus der Nähe von Maxwelton im nördlichen Queensland. Kurz nach der Veröffentlichung der Erstbeschreibung erhielt Longman weitere Wirbelreste, was die Anzahl der insgesamt bekannten Wirbel auf acht erhöhte. Diese Wirbel weisen eine schwammartige innere Struktur mit zahlreichen Kammern auf. Wegen der starken Verwitterung und Unvollständigkeit ist teilweise unklar, welches Ende das vordere und welches das hintere darstellt.
Coombs und Molnar (1981) beschrieben verschiedene Funde von Wirbeln und Knochen der Gliedmaßen aus der Winton-Formation (spätes Albium bis frühes Cenomanium) und stellten fest, dass die Wirbel dieselbe schwammartige innere Struktur zeigen wie die Austrosaurus mckillopi-Wirbel. Vor allem aufgrund dieser Gemeinsamkeit schrieben Cooms und Molnar die neuen Funde der Gattung Austrosaurus zu, als Austrosaurus sp.
Heute weiß man, dass derartige schwammartige Wirbel nicht für Austrosaurus spezifisch waren, sondern bei fast allen Vertretern der Gruppe Titanosauriformes auftraten. Somit erscheint die Zuordnung dieser von Coombs und Molnar beschriebenen Funde zu Austrosaurus fragwürdig. Der vollständigste dieser Funde wurde von Forschern um Scott A. Hocknull (2009) als eigenständige Gattung beschrieben: Wintonotitan.